# Osbornellus appressus
Osbornellus appressus är en insektsart som beskrevs av Delong 1942. Osbornellus appressus ingår i släktet Osbornellus och familjen dvärgstritar. Inga underarter finns listade i Catalogue of Life.